# Anna Catasta
Anna Catasta, née le 6 mai 1952 à Gênes, est une femme politique italienne.
Membre du  Parti communiste italien et du Parti démocrate de la gauche, elle siège au Parlement européen de 1989 à 1994.